# Chew Bahir
Der Chew Bahir (amharisch ጨው ባህር, č’äw bahər [t͡ʃʼəwbahɨr]; auch Stefaniesee) ist ein See im Süden Äthiopiens. Sein Südzipfel befindet sich bereits auf kenianischem Staatsgebiet.

## Beschreibung
Der Chew Bahir verfügt über keinen natürlichen Abfluss; seine Fläche variiert abhängig vom Zufluss. So ist er manchmal bis auf seine tiefsten Stellen im Nordosten komplett ausgetrocknet, während er bei ausreichendem Niederschlag ein seichtes Binnengewässer mit bis zu 2000 km² darstellt.

In der Vergangenheit erreichte der See Ausdehnungen von der fünffachen Größe des Bodensees.

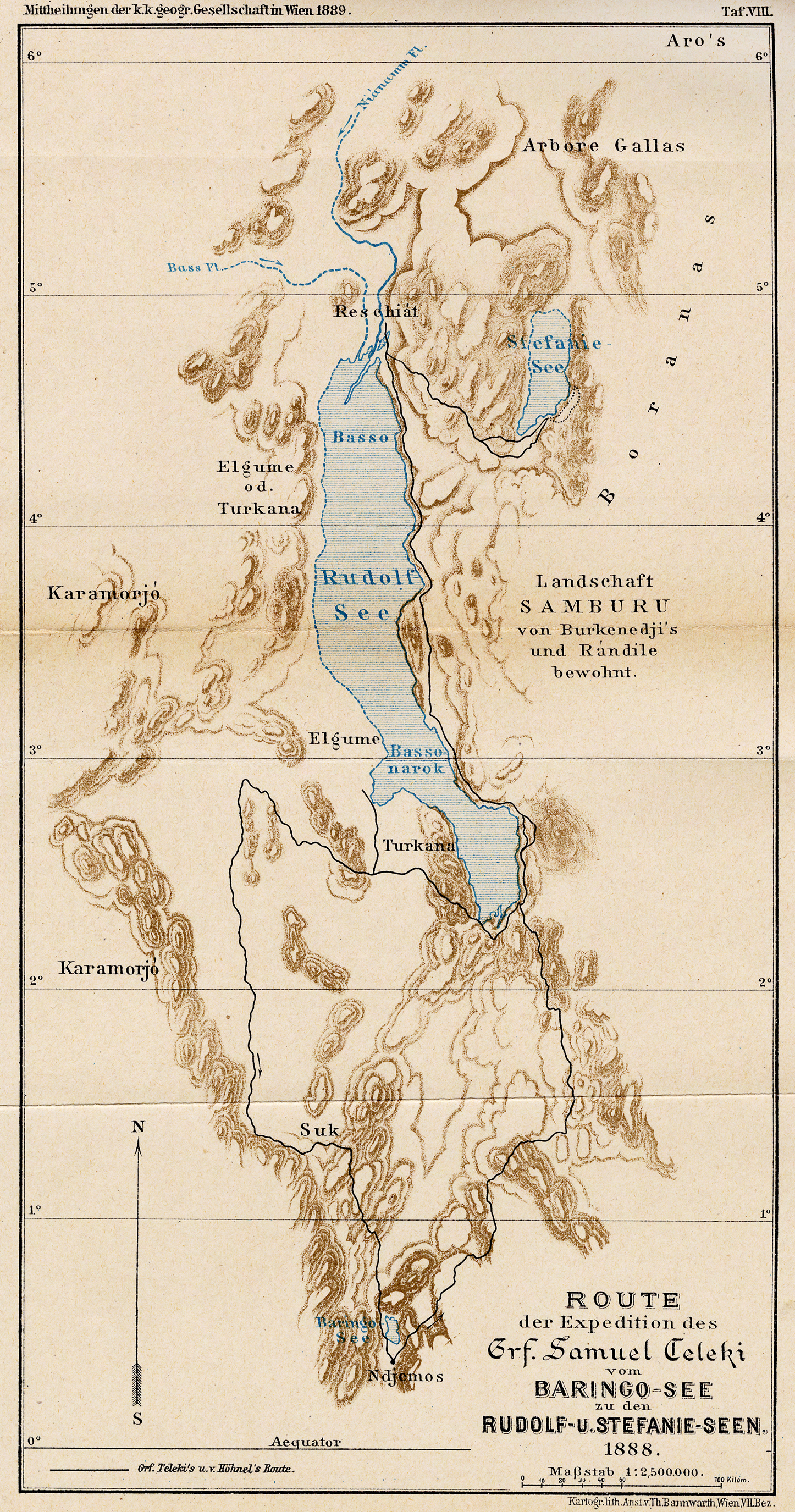
Route der Expedition des Grf. Samuel Teleki vom Baringo-See zu den Rudolf- u. Stefanie-Seen (1888)

## Ökologie
Das Wasser ist aufgrund der Verdunstung dermaßen salzhaltig, dass es für Kultivierungs- und Bewässerungszwecke nicht geeignet ist. Im Feuchtgebiet der Salztonebene gibt es vorwiegend Pflanzen, die trotz des hohen Mineralgehalts im Boden überleben können, wie zum Beispiel Riedgräser. Die Tierwelt wird von Vögeln beherrscht, vor allem von Flamingopopulationen.

## Geschichte
Der See wurde 1888 von der österreichisch-ungarischen Expedition Graf Telekis und Ludwig von Höhnels „entdeckt“, die den See nach der Ehegattin von Kronprinz Rudolf, Stephanie von Belgien, benannten.